# Çaylı, Turhal
Çaylı là một thị trấn thuộc huyện Turhal, tỉnh Tokat, Thổ Nhĩ Kỳ. Dân số thời điểm năm 2011 là 1.222 người.